# Viszka
Viszka románul: Visca, falu Romániában, Erdélyben, Hunyad megyében.

## Fekvése
Marosillyétől északnyugatra fekvő település.

## Története
Viszka nevét 1468-ban említette először oklevél p. Wyzka néven, mint Illye város birtokát.
A későbbiekben nevét többnyire Viszka, Vizka formákban írták.
A trianoni békeszerződés előtt Hunyad vármegye Marosillyei járásához tartozott. 1910-ben 1266 lakosából 18 magyar, 1237 román volt, melyből 1243 görögkeleti ortodox volt.

## Források

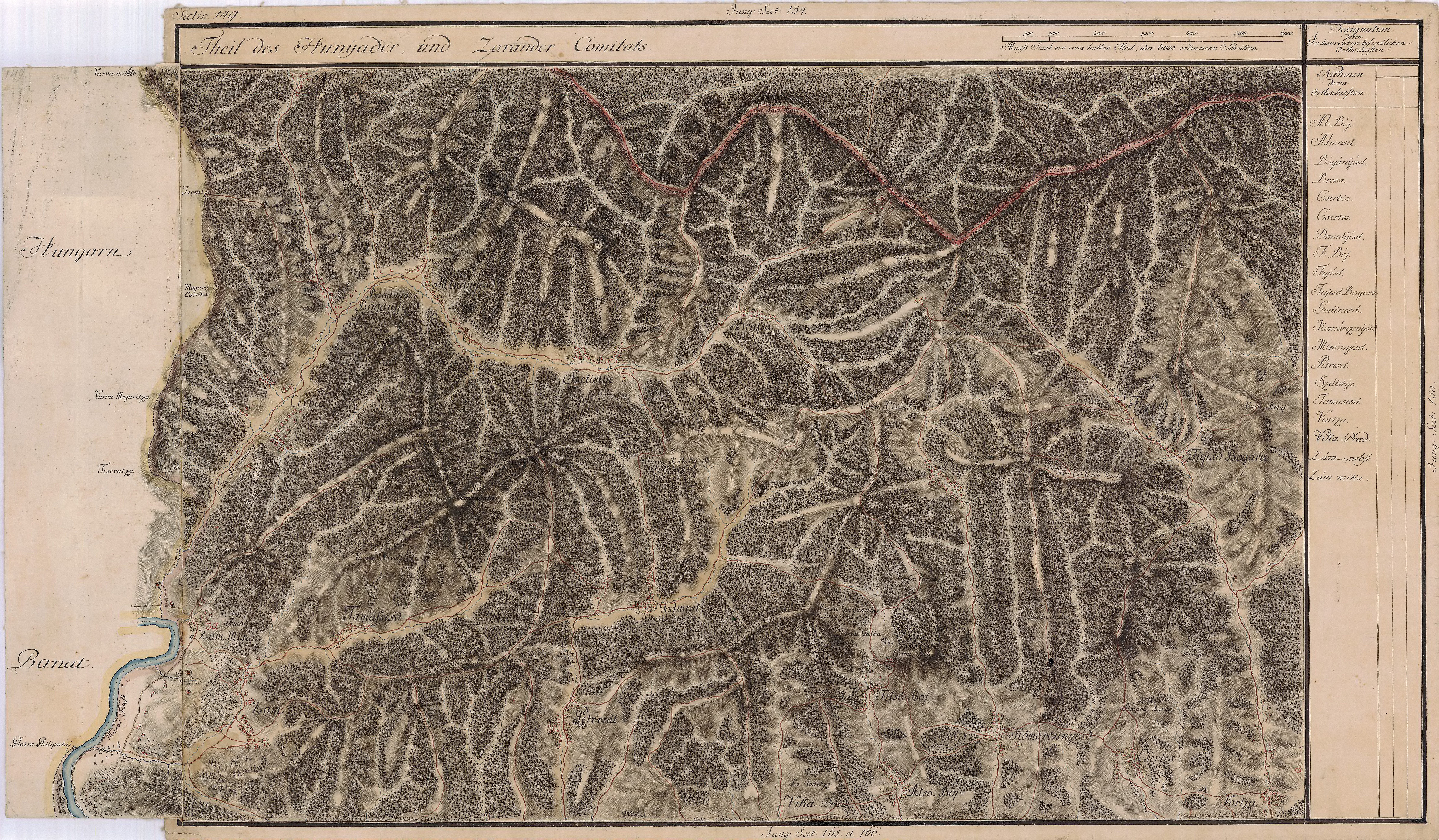
Viszka egy régi térképen
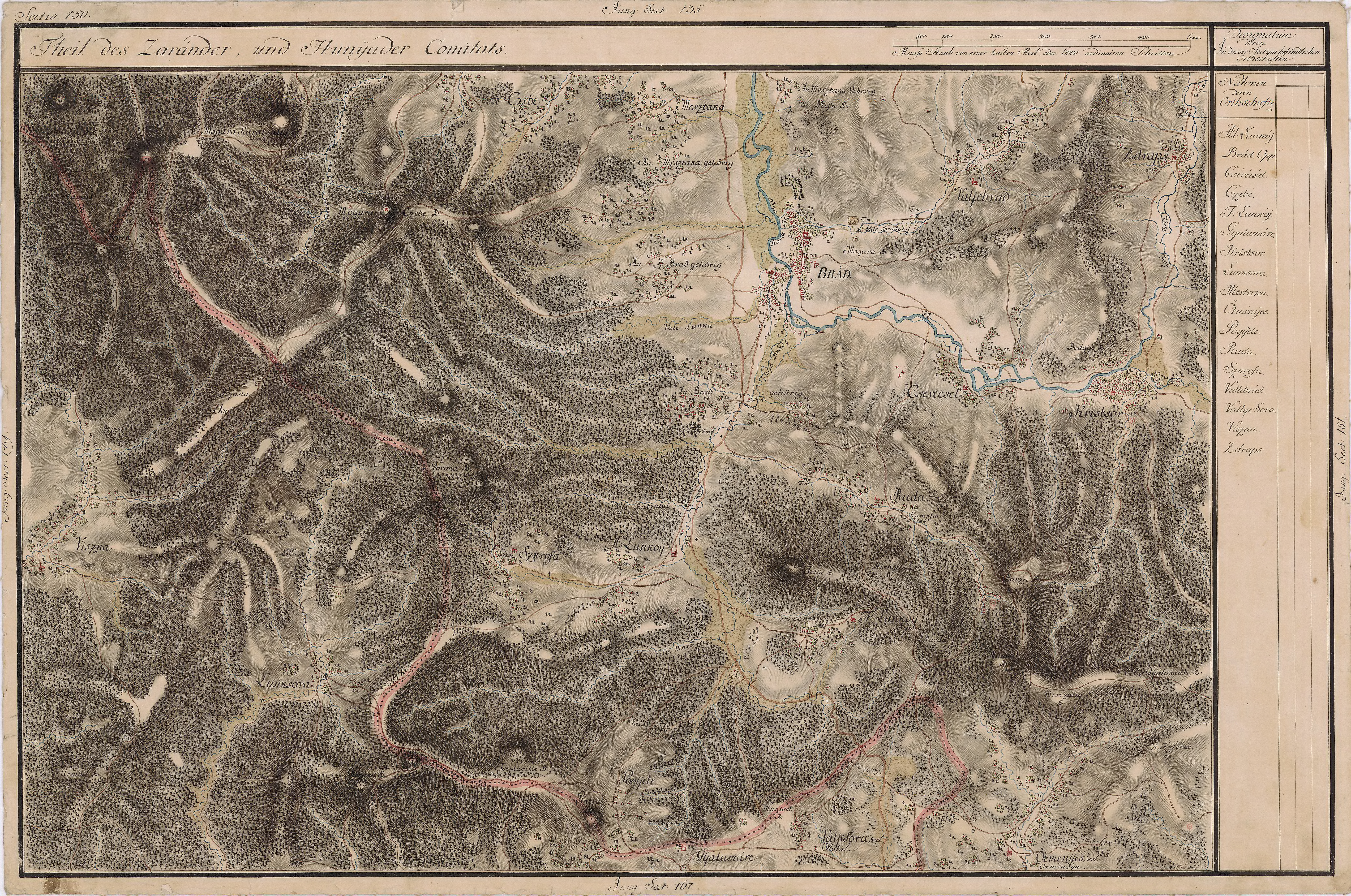
Viszka